# Yurgovuchia
Yurgovuchia (il cui nome significa, in Ute, "coyote") è un genere estinto di dinosauro teropode dromaeosauride vissuto nel Cretaceo inferiore, circa 130-125 milioni di anni fa (Barremiano), in quella che oggi è la Formazione Cedar Mountain, Utah. Il genere contiene una singola specie, ossia Y. doellingi. Secondo l'analisi filogenetica eseguita dai suoi descrittori, Yurgovuchia rappresenterebbe un dromaeosaurino derivato, strettamente imparentato con Achillobator, Dromaeosaurus e Utahraptor.

## Scoperta

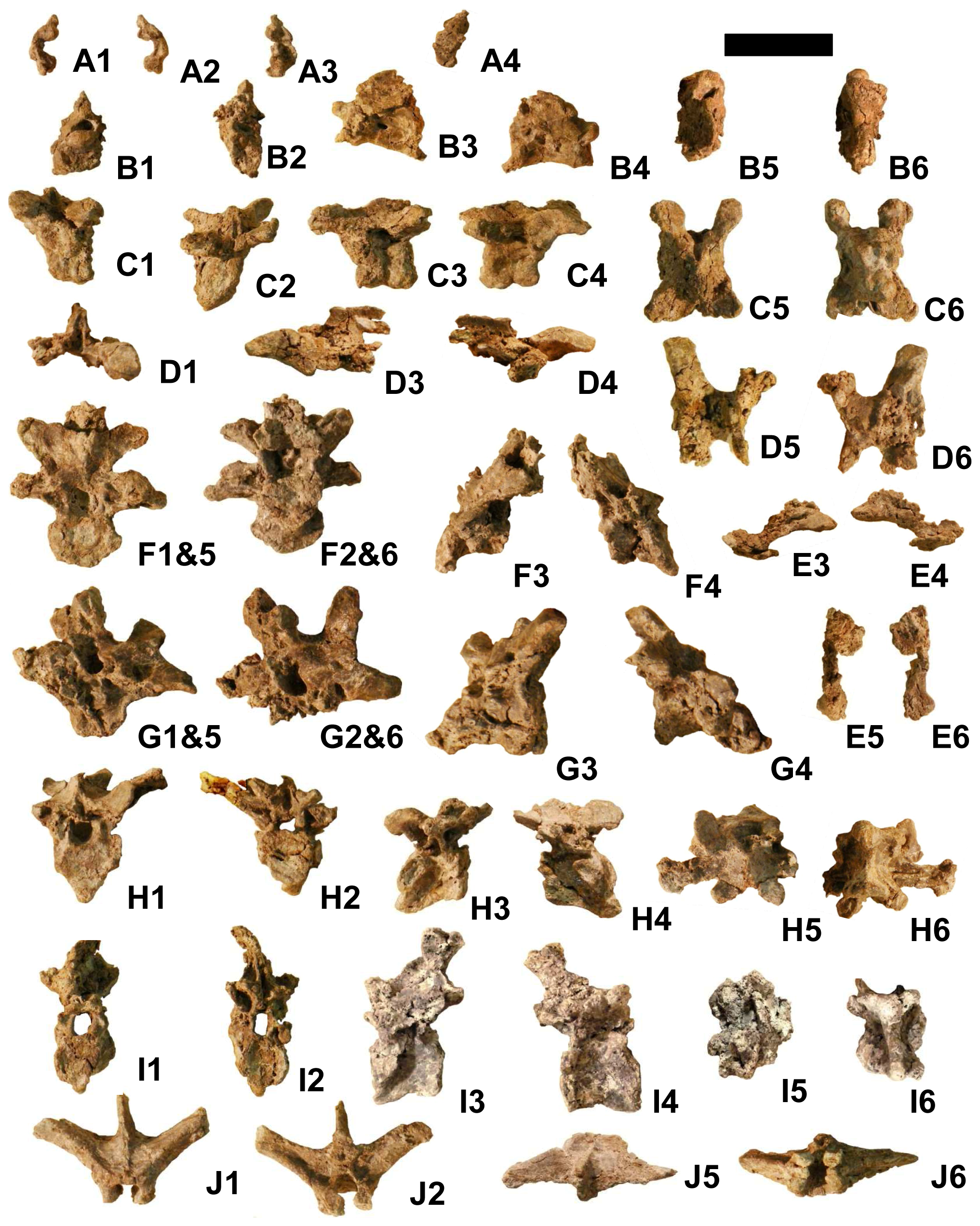
Vertebre cervicali e dorsali dell'esemplare UMNH VP 20211

Yurgovuchia è conosciuta solo da un singolo esemplare rappresentato da uno scheletro parziale postcraniale associato. L'olotipo e unico campione conosciuto, UMNH VP 20211, include alcune vertebre cervicali, dorsali e caudali e l'estremità prossimale del pube sinistro. L'esemplare venne ritrovato da Donald D. DeBlieux nel 2005, nel Don's Place, parte del bonebed di Doelling's Bowl nella Contea di Grand, nello Utah. Questo bonebed si trova nel membro Yellow Cat inferiore della Formazione Cedar Mountain, risalente probabilmente allo stadio Barremiano del Cretaceo inferiore, circa 130-125 milioni di anni fa. Insieme con Yurgovuchia, all'interno di Don's Place sono stati ritrovati altri resti di dinosauri, tra cui l'iguanodonte Iguanacolossus, un polacantino, e un altro dromaeosauride velociraptorino rappresentato da un pube (UMNH VP 21752) ed eventualmente anche da un radio (UMNH VP 21751). Molti teropodi aggiuntivi sono stati precedentemente descritti dal membro Yellow Cat, tra cui il therizinosauroide Falcarius, il troodontide Geminiraptor, il grande dromaeosaurino Utahraptor, il possibile ornithomimosauro Nedcolbertia, e un eudromaeosauro anonimo rappresentato da alcune ossa della coda (UMNH VP 20209), dalla parte superiore del membro.

## Etimologia
Yurgovuchia fu descritto per la prima volta da Phil Senter, James I. Kirkland, Donald D. DeBlieux, Scott Madsen e Natalie Toth, nel 2012, istituendo la specie tipo Yurgovuchia doellingi. Il nome generico deriva dalla parola Ute yurgovuch, che significa "coyote", un predatore di dimensioni simili a Y. doellingi che attualmente abita la stessa regione. Il nome specifico, doellingi, onora il geologo Helmut Doelling, per i suoi oltre 50 anni di ricerche geologiche e mappature dello Utah per lo Utah Geological Survey e per la scoperta dei siti fossiliferi di Doelling's Bowl, in cui è stato riportato alla luce Y. doellingi.